# Amanda Rosa
Amanda Rosa Da Silva (Gravataí, Rio Grande do Sul, Brasil; 27 de febrero de 1980) es una modelo y presentadora de televisión brasileña radicada en México.

## Biografía
Inició su carrera en el modelaje a los 14 años gracias a los cual tuvo la oportunidad de vivir en países como Chile, Tailandia y finalmente llegar a México. Estudió 2 años de actuación en la Escuela Fátima Toledo en Sao Paulo.
Logró el éxito en el canal Telehit, donde presentó: Videos con Amanda, Top Telehit, Hi y por último Chicas Veneno. Dejó de ser transmitida en Telehit por razones aún desconocidas.
En el 2008 se integró como invitada especial para el programa Se Vale TV del Canal de las Estrellas, para después integrarse como presentadora. En octubre de 2012, abandonó el programa televisivo.
Ha posado para las revistas Max y H para hombres.
En 2014 inicio como productora.
El Programa de televisión "Bitácora-Huellas naturales" fue transmitido en EfecktoNoticias.

## Programas de televisión
- XXX
- Especiales Telehit (Telehit)
- Telehit Weekend (Telehit)
- Videos con Amanda (Telehit)
- Top Telehit (Telehit)
- Hi (Telehit)
- Hoy Con Riquenes con Tania Riq
- Chicas Veneno (junto con Silvia Olmedo) (Telehit)
- Hi Kiss Connections(Telehit)
- Matutino Express
- Se Vale TV (2008-2012)
- Especiales E! (2013)

### Telenovelas
- Señor de los cielos 2013